# 岩本好広
岩本 好広（いわもと よしひろ、 1959年7月23日 - ）は、愛知県半田市出身の元プロ野球選手（内野手）、元政治家。愛知県大治町長、大治町議会議員を歴任した。

## 経歴

### プロ野球時代
半田農業高卒業後は東海理化に入社し、補強選手として都市対抗に2年連続出場。
1981年のドラフト5位で阪急ブレーブスに入団し、1年目の1982年にはシーズン終盤の消化試合ではあるが、8試合に遊撃手として先発出場。1985年には8月から村上信一に代わり二塁手の定位置を得ると、同年は48試合に先発出場。1986年も準レギュラーとして起用されるが、1987年3月には内田強とのトレードで地元の中日ドラゴンズに移籍。台頭した仁村徹の控えとなるが、1988年には立浪和義が入団、宇野勝が二塁手に転向して出場機会が減少し、一塁ベースコーチ兼任となった1990年限りで現役を引退。
闘志あふれるプレーで「ガンちゃん」の愛称でファンに親しまれ、星野仙一監督時に乱闘の際には同僚の小松崎善久と共に真っ先にベンチを飛び出すシーンがプロ野球珍プレー・好プレー大賞でよく放映されていた。しかし、その闘志は当時の首脳陣へのアピール的な部分もあり、半ば乱闘要員としてベンチに入っていた。そのため、相手チームからはマークされていたらしく広島戦で乱闘の際には集中攻撃されてユニフォームを破られる場面もあった。1986年にはオープン戦で当時ロッテの落合博満（翌年、中日で同僚）が一塁を守っており、度々の牽制球で帰塁すると足をつってしまうアクシデントでプロ野球珍プレー・好プレー大賞で珍プレー新人賞を受賞している。

### プロ野球引退後
1990年のシーズン中にコーチ兼任となって一塁ベースコーチを務めると中盤からは選手としての出場がなくなり、同年限りで引退後は星野監督の下でコーチとなり、一軍走塁コーチ補佐（1991年）→二軍走塁コーチ（1992年）→一軍走塁コーチ（1993年）を務め、退団後はまつ毛パーマの店、ラウンジ、リフォーム会社等を経営。

### 政治家転身
2003年、愛知県海部郡大治町議会議員に初当選する。
2008年7月19日未明、名古屋市内で、酒気帯びで乗用車を運転し、物損事故を起こした。警察の調べに「マージャンをしながらビールを飲んだ」と自供し、職業を「無職」と申告していた。
2010年5月30日、みんなの党の推薦を受け、「名古屋市との合併推進」「町民税10%減税」を公約に掲げて大治町長選挙に出馬。選挙運動中は中日時代のユニフォームを身に付け、自転車で選挙区を回っていた。現職はあま市との合併推進を主張していたが、他にもあま市との合併を推進する対立候補が出馬したため票が割れ、岩本が当選した（ただし、あま市との合併推進を掲げる候補が獲得した票の合計は岩本を上回る）。なお、みんなの党の単独推薦で当選した初の地方自治体首長である。
2012年5月21日、名古屋市長の河村たかしと会談し、名古屋市・大治町の合併に向けた協議会の設立を要請した。
2013年6月13日、出勤中に酒気帯びで乗用車を運転し、道路交通法違反で摘発された。6月20日に大治町議会議長と会談し、自らの不祥事の責任を取る形で「7月2日付にて町長を辞職する」ことを伝達した。

## 詳細情報

### 年度別打撃成績
| 年 度     | 球 団     | 試 合 | 打 席 | 打 数 | 得 点 | 安 打 | 二 塁 打 | 三 塁 打 | 本 塁 打 | 塁 打 | 打 点 | 盗 塁 | 盗 塁 死 | 犠 打 | 犠 飛 | 四 球 | 敬 遠 | 死 球 | 三 振 | 併 殺 打 | 打 率 | 出 塁 率 | 長 打 率 | O P S |
| --------- | --------- | ----- | ----- | ----- | ----- | ----- | -------- | -------- | -------- | ----- | ----- | ----- | -------- | ----- | ----- | ----- | ----- | ----- | ----- | -------- | ----- | -------- | -------- | ----- |
| 1982      | 阪急      | 8     | 26    | 23    | 6     | 9     | 1        | 0        | 0        | 10    | 4     | 2     | 0        | 0     | 0     | 3     | 0     | 0     | 0     | 0        | .391  | .462     | .435     | .896  |
| 1983      | 阪急      | 33    | 8     | 8     | 6     | 1     | 0        | 0        | 0        | 1     | 0     | 0     | 2        | 0     | 0     | 0     | 0     | 0     | 0     | 0        | .125  | .125     | .125     | .250  |
| 1984      | 阪急      | 48    | 23    | 21    | 13    | 3     | 0        | 0        | 1        | 6     | 3     | 6     | 1        | 0     | 1     | 0     | 0     | 1     | 2     | 0        | .143  | .174     | .286     | .460  |
| 1985      | 阪急      | 87    | 190   | 156   | 38    | 43    | 7        | 3        | 6        | 74    | 16    | 21    | 3        | 7     | 1     | 17    | 0     | 9     | 26    | 0        | .276  | .377     | .474     | .851  |
| 1986      | 阪急      | 90    | 82    | 76    | 16    | 15    | 3        | 0        | 1        | 21    | 6     | 12    | 0        | 1     | 0     | 3     | 0     | 2     | 12    | 3        | .197  | .247     | .276     | .523  |
| 1987      | 中日      | 58    | 48    | 44    | 13    | 8     | 2        | 0        | 1        | 13    | 2     | 7     | 4        | 2     | 0     | 2     | 0     | 0     | 6     | 0        | .182  | .217     | .295     | .513  |
| 1988      | 中日      | 32    | 13    | 10    | 8     | 1     | 1        | 0        | 0        | 2     | 4     | 6     | 1        | 0     | 1     | 2     | 0     | 0     | 3     | 0        | .100  | .231     | .200     | .431  |
| 1989      | 中日      | 29    | 14    | 13    | 10    | 2     | 0        | 0        | 0        | 2     | 0     | 8     | 1        | 1     | 0     | 0     | 0     | 0     | 2     | 0        | .154  | .154     | .154     | .308  |
| 1990      | 中日      | 8     | 1     | 1     | 2     | 0     | 0        | 0        | 0        | 0     | 0     | 1     | 0        | 0     | 0     | 0     | 0     | 0     | 0     | 0        | .000  | .000     | .000     | .000  |
| 通算：9年 | 通算：9年 | 393   | 405   | 352   | 112   | 82    | 14       | 3        | 9        | 129   | 35    | 63    | 12       | 11    | 3     | 27    | 0     | 12    | 51    | 3        | .233  | .307     | .366     | .674  |

### 記録
- 初出場・初先発出場：1982年9月27日、対南海ホークス後期11回戦（大阪スタヂアム）、9番・遊撃手として先発出場
- 初打席・初安打・初打点：同上、2回表に竹口昭憲から適時二塁打[要検証 – ノート]
- 初盗塁：同上、2回表に二盗（投手：竹口昭憲、捕手：岩木哲）[要検証 – ノート]
- 初本塁打：1984年4月28日、対近鉄バファローズ4回戦（阪急西宮球場）、8回裏に橘健治から2ラン

### 背番号
- 50 （1982年 - 1985年）
- 4 （1986年、1990年）
- 27 （1987年）
- 2 （1988年 - 1989年）
- 83 （1991年）
- 99 （1992年）
- 89 （1993年）